# Puerta de Madrid (Retiro)
La Puerta de Madrid es una puerta monumental que forma parte de los cierres de la verja del Parque del Retiro de Madrid. Fue construida en 1900 por el arquitecto español José Urioste Velada, que marcaba el arranque del Paseo de Coches, ideado por el duque Fernán Núñez. Está integrada dentro del Paisaje de la Luz, un paisaje cultural declarado Patrimonio de la Humanidad el 25 de julio de 2021.

## Descripción
La Puerta de Madrid del Retiro está situada en el cruce la calle de Alcalá y la calle de O'Donnell. Abre hacia el Paseo de Coches o del Duque de Fernán Núñez. La puerta está formada por materiales pétreos, granito principalmente y caliza en los motivos escultóricos. Sus dimensiones son 12,5 metros de altura, 30 metros de ancho y 1 metro y medio de fondo.
La puerta la forman dos vanos que permiten la entrada y salida de carruajes, limitados por tres pilares. El pilar intermedio, diferenciado de los pilares externos que son idénticos, cuenta con un capitel coronado por hojas de acanto y motivos frutales, con un estilo ecléctico. En su centro hay colocadas dos farolas de tres brazos de hierro forjado y bronce que iluminan el escudo de Madrid.
Los pilares laterales, de planta cuadrada e idénticos entre sí, tienen dos medallones con cabezas de león, adornadas con guirnaldas.

## Historia
La Puerta de Madrid es una de las grandes puertas del cierre de la verja del Parque del Retiro. Se trata de una de las cuatro puertas que se encomendaron al arquitecto municipal José Urioste Velada al finalizar el siglo XIX, entre las que se encuentran la Puerta de España, la Puerta de la Independencia y la Puerta de Hernani, esta última desaparecida. La Puerta de Madrid fue la última de todas las que se realizaron y está fechada en 1900. Su función principal era la de monumentalizar la entrada al paseo de Coches, ideado por el duque Fernán Núñez para el paso de carruajes, abierto en 1873, durante el período de la Primera República.